# Klaus Schäfer (Politiker)
Klaus Schäfer (* 21. Juni 1945) ist ein deutscher Erziehungswissenschaftler und ehemaliger politischer Beamter der SPD. Zwischen 2010 und 2012 war er Staatssekretär im Ministerium für Familie, Kinder, Jugend, Kultur und Sport des Landes Nordrhein-Westfalen.

## Leben
Nach dem Besuch der Volksschule in Hamm (1951–1959), einer Berufsausbildung als Jungwerker bei der Deutschen Bundesbahn (1959–1962) und der Tätigkeit als Betriebsaufseher ebendort (1962–1968) nahm Schäfer ein Studium der Sozialarbeit an der Höheren Fachschule für Sozialarbeit und Fachhochschule in Dortmund auf (1968–1972), das er als 1972 Sozialarbeiter (FH) abschloss. Von 1971 bis 1972 war er zeitgleich zu seinem Studium beim Deutschen Gewerkschaftsbund tätig. Von 1972 bis 1977 absolvierte er ein Studium der Studium Erziehungswissenschaften mit Schwerpunkt Erwachsenenbildung, Psychologie, Soziologie und Rechtswissenschaft an der Freien Universität Berlin, das er als Diplom-Pädagoge abschloss.
Es folgten eine Tätigkeit als Referent für Jugendpolitik und Jugendhilfe beim Landesverband Nordrhein-Westfalen der Sozialistischen Jugend Deutschlands – Die Falken (1977–1979), als Geschäftsführer der Arbeitsgemeinschaft für Jugendhilfe in Bonn (1979–1989), als Referatsleiter (1990–1998) sowie als Gruppenleiter (1998–2002) für den Bereich Kinder- und Jugendpolitik und Kinder- und Jugendhilfe im Ministerium für Jugend des Landes Nordrhein-Westfalen. Von 2003 bis 2010 war Schäfer Abteilungsleiter des Bereichs Jugend und Kinder, zunächst im Ministerium für Schule, Jugend und Kinder des Landes Nordrhein-Westfalen, später (ab 2005) im Ministerium für Familie, Generationen, Frauen und Integration des Landes Nordrhein-Westfalen. Ab 2006 war er weiterhin Honorarprofessor an der Fakultät für Pädagogik der Bielefelder Universität.
Am 16. Juli 2010 wurde Schäfer von Ministerin Ute Schäfer zum Staatssekretär des Ministeriums für Familie, Kinder, Jugend, Kultur und Sport des Landes Nordrhein-Westfalen im Kabinett Kraft I ernannt. Nach der Wahl zum Landtag des Landes Nordrhein-Westfalen der 16. Wahlperiode (2012) gehörte er in gleicher Funktion auch dem Kabinett Kraft II an, ehe er Ende September 2012 in den Ruhestand verabschiedet wurde. Sein Nachfolger im Amt des Staatssekretärs wurde Bernd Neuendorf.
Schäfer rückte am 9. Oktober 2017 für die ausscheidende Susana dos Santos Herrmann in die SPD-Fraktion des Kölner Stadtrats nach. Zuvor war er bereits kulturpolitischer Sprecher der Fraktion.

## Privates
Schäfer ist verheiratet und Vater von zwei Kindern.